# Luise Mauersberger
Luise Mauersberger est une joueuse allemande de volley-ball née le 2 juillet 1990 à Constance. Elle mesure 1,89 m et joue au poste d'attaquante. 

## Clubs
| Club                    | De        | À         |
| ----------------------- | --------- | --------- |
| USC Konstanz            | 2002-2003 | 2004-2005 |
| VC Olympia Rhein-Neckar | 2005-2006 | 2006-2007 |
| SV Sinsheim             | 2007-2008 | 2011-2012 |
| Rote Raben Vilsbiburg   | 2012-2013 | 2012-2013 |
| SV Sinsheim             | 2013-2014 | …         |